# فوجیساوا، کاناگاوا
فوجیساوا در استان کاناگاوا در کشور ژاپن واقع شده‌است که دارای جمعیت ۴۰۲٬۶۲۸ نفر و مساحت ۶۹٫۵۱ کیلومتر مربع با تراکم جمعیت ۵٬۷۹۲ نفر در کیلومترمربع است و در تاریخ ۱ اکتبر ۱۹۴۰ به عنوان شهر شناخته شد.